# Fédération Luxembourgeoise de Judo
Die Fédération Luxembourgeoise de Judo a.s.b.l. (kurz: FLJudo) ist der nationale Fachverband für Judo in Luxemburg. Sie wurde im Jahr 2023 gegründet, nachdem sich die Judosektion von der Fédération Luxembourgeoise des Arts Martiaux (FLAM) getrennt hatte.

## Geschichte
Die offizielle Gründung der neuen Organisation erfolgte im Rahmen einer Generalversammlung am 15. November 2023, bei der auch neue Statuten beschlossen wurden. Ziel der Gründung war es, sich gezielt auf die Entwicklung und Förderung des Judosports im Großherzogtum Luxemburg zu konzentrieren.
Die FLAM war am 22. Oktober 1952 gegründet worden und vereinte ursprünglich drei Judoclubs aus Luxemburg-Stadt: den Judo-Club Luxembourg, den Asahi-Dojo Judo Club sowie den Judo Club Luxembourg-Limpertsberg.

## Internationale Einbindung und Wettkämpfe
Der FLJudo ist Mitglied der Europäischen Judo-Union (EJU) sowie der International Judo Federation (IJF). Luxemburgische Judoka nehmen regelmäßig an internationalen Wettkämpfen teil, darunter an den Spielen der kleinen Staaten von Europa sowie an den Olympischen Sommerspielen.